# يزيد المولد
يزيد هاشم المولد مواليد 27 يناير 1999 في السعودية، هو لاعب كرة قدم سعودي يلعب في نادي النخل.

## مسيرة اللاعب
مثل نادي أحد في الفئات السنية و لعب بعدها مع نادي الأنصار ونادي الساحل ونادي اللواء ونادي النهضة ونادي الكوكب ونادي عرعر ونادي الذهب ونادي النخل.